# Friedrich IV. (Hessen-Homburg)
Friedrich IV. Karl Ludwig Wilhelm von Hessen-Homburg (* 15. April 1724 in Braunfels; † 7. Februar 1751 in Homburg vor der Höhe) war Landgraf von Hessen-Homburg.

## Leben

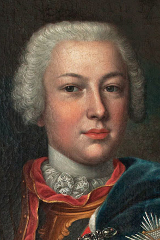
Friedrich IV. von Hessen-Homburg

Friedrich Karl wurde im Schloss zu Braunfels als erstes Kind des Prinzen Kasimir Wilhelm (1690–1726) und dessen Gemahlin Gräfin Christine Charlotte (1690–1751), Tochter des Grafen Wilhelm Moritz zu Solms-Braunfels geboren. Sein Vater war ein Sohn des Landgrafen Friedrich II. von Hessen-Homburg.
Friedrich wuchs zuerst auf der Braunfelser Burg auf, später in Varel, genoss eine umfassende Ausbildung in humanistisch-christlichem Sinn und besuchte einige Semester die Universität in Leiden. 1740 wurde er in Wesel Friedrich dem Großen vorgestellt, trat auf dessen Anregung 1741 ins preußische Heer ein und nahm an den beiden Schlesische Kriegen teil. Er zeichnete sich bei der Belagerung von Brieg aus und wurde zum Hauptmann befördert. 1744 war er bei der Offensive in Böhmen und der Eroberung Prags dabei. Hier erkrankte er und nahm 1745 seinen Abschied.
Am 10. Oktober 1746 heiratete er in Hungen Ulrike Luise (1731–1792), Tochter des Fürsten Friedrich Wilhelm zu Solms-Braunfels. Am 8. Juni 1746 verstarb Landgraf Friedrich III. in Holland. Er hatte seine Söhne überlebt und keine Enkelkinder. Seine zweite Ehe war kinderlos geblieben. In Homburg trat deshalb sein Neffe als Friedrich IV. die Regierung an.
Johann Jacob Moser und Friedrich Karl Kasimir von Creutz, als seine Ersten Minister, versuchten die Homburger Finanzen zu sanieren, aber die Misswirtschaft, die unter seinem Vorgänger zur Bildung einer kaiserlichen Debitkommission geführt hatte, sollte er weiter vererben.
1737 war sein Anspruch auf das Herzogtum Kurland nach dem Aussterben des Hauses Ketteler, welchen er durch seine Großmutter Luise Elisabeth von Kurland herleitete, gegenstandslos geworden. Das Herzogtum wurde Ernst Johann von Biron, Günstling der Zarin Anna, übereignet.

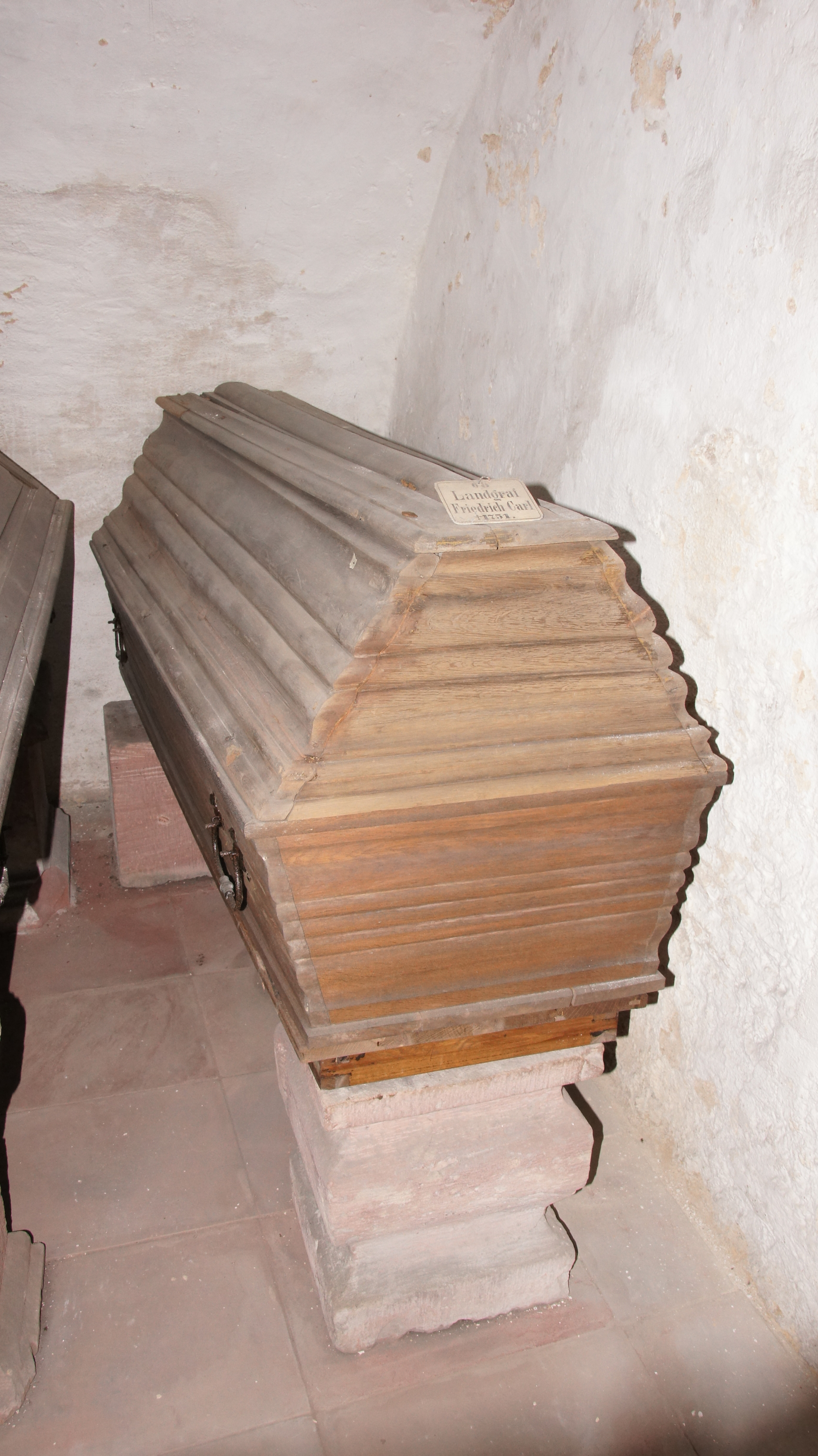
Sarg von Landgraf Friedrich IV. in der Gruft des Homburger Landgrafenschlosses

1747 versuchte die ältere Linie Hessen-Darmstadt, Hessen-Homburg zurückzugewinnen; in Homburg rückten Darmstädter Truppen ein und Landgraf Ludwig VIII. beanspruchte die Vormundschaft für Friedrich IV. Dieser war jedoch volljährig, erwachsen und verheiratet. Es folgten Prozesse und Beschwerden beim Reichhofsrat und beim Kaiser. Während die Verhandlungen noch schwebten, verstarb Friedrich IV. im achtundzwanzigsten Lebensjahr an einer „Brustkrankheit“. Sein Sohn und Nachfolger Friedrich V. hatte eine Woche zuvor seinen dritten Geburtstag begangen.
Friedrich IV. ist in der Gruft des Bad Homburger Schlosses beigesetzt.

## Nachkommen
Aus seiner Ehe hatte Friedrich Karl folgende Kinder:
- Friedrich V. Ludwig (1748–1820), Landgraf von Hessen-Homburg

⚭ 1768 Prinzessin Karoline von Hessen-Darmstadt (1746–1821)
- Marie Christine (1748–1750)